# Galeodes orientalis
Galeodes orientalis är en spindeldjursart som beskrevs av Ferdinand Stoliczka 1869. Galeodes orientalis ingår i släktet Galeodes och familjen Galeodidae. Inga underarter finns listade i Catalogue of Life.